# Choi Gwang-Hyeon
Choi Gwang-Hyeon (en coreano: 최광현; 16 de abril de 1986) es un deportista surcoreano que compitió en judo. Ganó tres medallas en el Campeonato Asiático de Judo entre los años 2009 y 2012.

## Palmarés internacional
| Campeonato Asiático | Campeonato Asiático  | Campeonato Asiático | Campeonato Asiático |
| Año                 | Lugar                | Medalla             | Categoría           |
| ------------------- | -------------------- | ------------------- | ------------------- |
| 2009                | Taipéi (Taiwán)      | Medalla de bronce   | –60 kg              |
| 2011                | Abu Dabi (EAU)       | Medalla de oro      | –60 kg              |
| 2012                | Taskent (Uzbekistán) | Medalla de oro      | –60 kg              |